# Giovanni Veneziano
Giovanni Veneziano   (Nàpols, 11 de març de 1683 - Nàpols, 13 d'abril de 1742) va ser un compositor, organista i representant de l'anomenada escola napolitana italiana.

## Biografia
Giovanni Veneziano va estudiar composició, cant, orgue i clavecí al Conservatori Santa Maria di Loreto de Nàpols, entre d'altres amb el seu pare Gaetano Veneziano, que el va ensenyar les primeres passes musicals. El 1704 va assumir el càrrec d'organista de l'orquestra de la cort del seu pare, que va perdre el 1707 després de la presa de poder austríaca. En el període de 1714 a 1715 va treballar per al Teatro dei Fiorentini, on es va representar la seva òpera, L'engany dels noms dels dos papes i de les dues Lucie i Pascale sota el nom d'Abruoso el setembre de 1714. A partir de juliol de 1716, Veneziano va esdevenir vice-mestre de capella del Conservatori Santa Maria di Loreto, càrrec que va ocupar fins al final de la seva vida. Al Conservatori, entre els seus alumnes hi havia Davide Perez i Nicola Bonifacio Logroscino. Després de l'arribada al poder dels Habsburg, l'octubre de 1735 esdevingué el primer director adjunt de l'orquestra de la cort sota el rei Carles III, més tard nomenat emperador Carles VI. El març de 1737 va rebre el càrrec d'organista de la cort.
Només han sobreviscut algunes de les obres de Veneziano, tot i que en el seu paper de vice-mestre de capella del Conservatori va haver de presentar regularment composicions per als seus alumnes. De les seves òperes, només ha sobreviscut la música de l'òpera sacra Giuseppe Giusto de 1734. Les seves altres òperes pertanyen al gènere de l'òpera buffa en el dialecte napolità.